# Pareuplexia chalybeata
Pareuplexia chalybeata là một loài bướm đêm trong họ Noctuidae.